# 賈斯敏·貝克爾
賈斯敏·貝克爾（1992年6月5日—）是一名阿根廷帆船運動員，曾代表國家參加2012年倫敦奧運的帆船女子RS:X板比賽，並未獲得獎牌。